# Chaoit
Chaoit ist ein sehr selten vorkommendes Mineral aus der Mineralklasse der Elemente und chemisch gesehen eine hexagonale Modifikation von Kohlenstoff.
Chaoit ist wie Graphit in jeder Form undurchsichtig (opak) und entwickelt mit diesem verwachsene, 3–15 μm große Lamellen von dunkelgrauer bis schwarzer Farbe und metallischem Glanz.

## Etymologie und Geschichte
Das Mineral wurde bei einer systematischen Untersuchung von biotitreichen, graphitführenden Gneisen aus dem Nördlinger-Ries-Krater im Grenzgebiet zwischen Schwäbischer (Baden-Württemberg) und Fränkischer Alb (Bayern) entdeckt. Ahmed El Goresy und G. Donnay 1968 fanden in den zu Glas verschmolzenen Bereichen von Proben aus Möttingen eine im Auflicht metallisch grau bis hellweiß reflektierende Phase zwischen Graphitlamellen, deren optische Eigenschaften zu keiner der bisher bekannten Kohlenstoffmodifikation passten. Weitere Untersuchungen von angereicherten Proben der unbekannten Phase mit der Elektronenmikrosonde ergaben, dass das Material bis auf 0,5 % Silicium und Chlor aus reinem Kohlenstoff bestand.
Goresy und Donnay benannten das neu entdeckte Mineral nach dem amerikanisch-chinesischen Geologen und Petrologen Edward Ching-Te Chao (1919–2008), um seine bahnbrechenden Arbeiten über Impaktmetamorphismus zu ehren. Sie reichten ihre Untersuchungsergebnisse und den gewählten Namen 1968 zur Prüfung an die International Mineralogical Association (interne Eingangs-Nr. der IMA: 1968-019), die den Chaoit als eigenständige Mineralart anerkannte.
1969 konnten A. G. Whittaker und P. Kintner in Versuchen zur Herstellung von synthetischem Chaoit nachweisen, dass das Mineral eine Hochtemperatur-Modifikation von Kohlenstoff ist, die zur Entstehung eine Temperatur von über ≈ 2550 °K (2700–3000 °K), aber nur einen geringen Druck von 0,0001 Torr (entspricht ≈ 0,0133 Pa) braucht.
Ein Aufbewahrungsort für das Typmaterial des Minerals ist bisher nicht bekannt.

## Klassifikation
Bis zum Redaktionsschluss der letzten überarbeiteten Mineralogischen Tabellen (6.–8. Auflage), auf der die Systematik der Minerale nach Strunz (8. Auflage) beruht, war Strunz nur bekannt, dass außer den in der Element-Abteilung der „Halbmetalle und Nichtmetalle“ aufgeführten Graphit und Diamant noch eine weitere Modifikation von Kohlenstoff in Graphitgneisen des Ries-Kraters entdeckt worden war. In der letzten Auflage von Klockmanns Lehrbuch der Mineralogie (Hrsg. Paul Ramdohr und Hugo Strunz, 1978) ist diese nun als Chaoit bekannte Modifikation auch in der Kohlenstoff-Gruppe eingeordnet.
Im zuletzt 2018 überarbeiteten und aktualisierten Lapis-Mineralienverzeichnis nach Stefan Weiß, das sich aus Rücksicht auf private Sammler und institutionelle Sammlungen noch nach dieser alten Form der Strunzschen Systematik richtet, erhielt das Mineral die System- und Mineral-Nr. I/B.02-020. In der „Lapis-Systematik“ entspricht dies ebenfalls der Abteilung „Halbmetalle und Nichtmetalle“, wo Chaoit zusammen mit Diamant, Graphit, Lonsdaleit, Moissanit und dem bisher als fraglich geltenden Fullerit die unbenannte Gruppe I/B.02 bildet.
Auch die von der International Mineralogical Association (IMA) zuletzt 2009 aktualisierte 9. Auflage der Strunz’schen Mineralsystematik ordnet den Chaoit in die Abteilung der „Halbmetalle (Metalloide) und Nichtmetalle“ ein. Diese ist allerdings weiter nach verwandten Element-Familien unterteilt, so dass das Mineral entsprechend seiner Zusammensetzung in der Unterabteilung „Kohlenstoff-Silicium-Familie“ zu finden ist, wo es als einziges Mitglied die unbenannte Gruppe 1.CB.05b bildet.
In der vorwiegend im englischen Sprachraum gebräuchlichen Systematik der Minerale nach Dana findet sich Chaoit ebenfalls in der Klasse und gleichnamigen Abteilung der „Elemente“. Auch hier bildet er zusammen mit Diamant, Graphit, Lonsdaleit und Fullerit die Gruppe der „Kohlenstoffpolymorphe“ mit der System-Nr. 01.03.06 innerhalb der Unterabteilung „Elemente: Halbmetalle und Nichtmetalle“ zu finden.

## Kristallstruktur
Chaoit kristallisiert zwar wie Graphit-2H im hexagonalen Kristallsystem, jedoch in der abweichenden Raumgruppe P6/mmm (Raumgruppen-Nr. 191) mit den Gitterparametern a = 8,95 Å und c = 14,08 Å sowie 168 Formeleinheiten pro Elementarzelle.

## Modifikationen und Varietäten
Vom Element Kohlenstoff sind bisher vier Modifikation bekannt, die als natürliche Bildungen (ohne menschlichen Einfluss) nachgewiesen werden konnten und daher als eigenständige Mineralart anerkannt sind. Neben dem hexagonal kristallisierenden Chaoit sind dies noch
- Diamant in kubischer Symmetrie
- Graphit in den zwei polytypen Schichtstrukturen Graphit-2H (hexagonal) und Graphit-3R (trigonal)
- Lonsdaleit mit zwar ebenfalls hexagonaler Symmetrie und gleicher Raumgruppe wie Graphit-2H, jedoch mit anderen Gitterparametern.

## Bildung und Fundorte
Chaoit bildet sich durch Schock-Metamorphose in biotitreichem, graphitführendem Gneis sowie in Meteoriten. Als Begleitminerale können unter anderem Graphit, Zirkon, Rutil, Pseudobrookit, Magnetit, nickelhaltiger Pyrrhotin und Baddeleyit auftreten.
Weltweit sind bisher lediglich sechs Fundorte für das Mineral dokumentiert (Stand 2023). In Deutschland fand sich Chaoit außer an seiner Typlokalität bei Möttingen nur noch bei Bopfingen, das ebenfalls am Rand des Nördlinger Ries liegt. Weitere Funde wurden in den indischen Meteoriten Goalpara (entdeckt 1868 im gleichnamigen Distrikt) und Dyalpur (1872 im Distrikt Sultanpur niedergegangen) sowie dem finnischen Meteoriten Haverö (1971 auf der gleichnamigen Insel, Gemeinde Nauvo niedergegangen) gemacht. Des Weiteren fand man Chaoit noch in Gesteinsproben aus dem Popigai-Krater im nördlichen Sibirien.